# Nécropole de Lotzorai

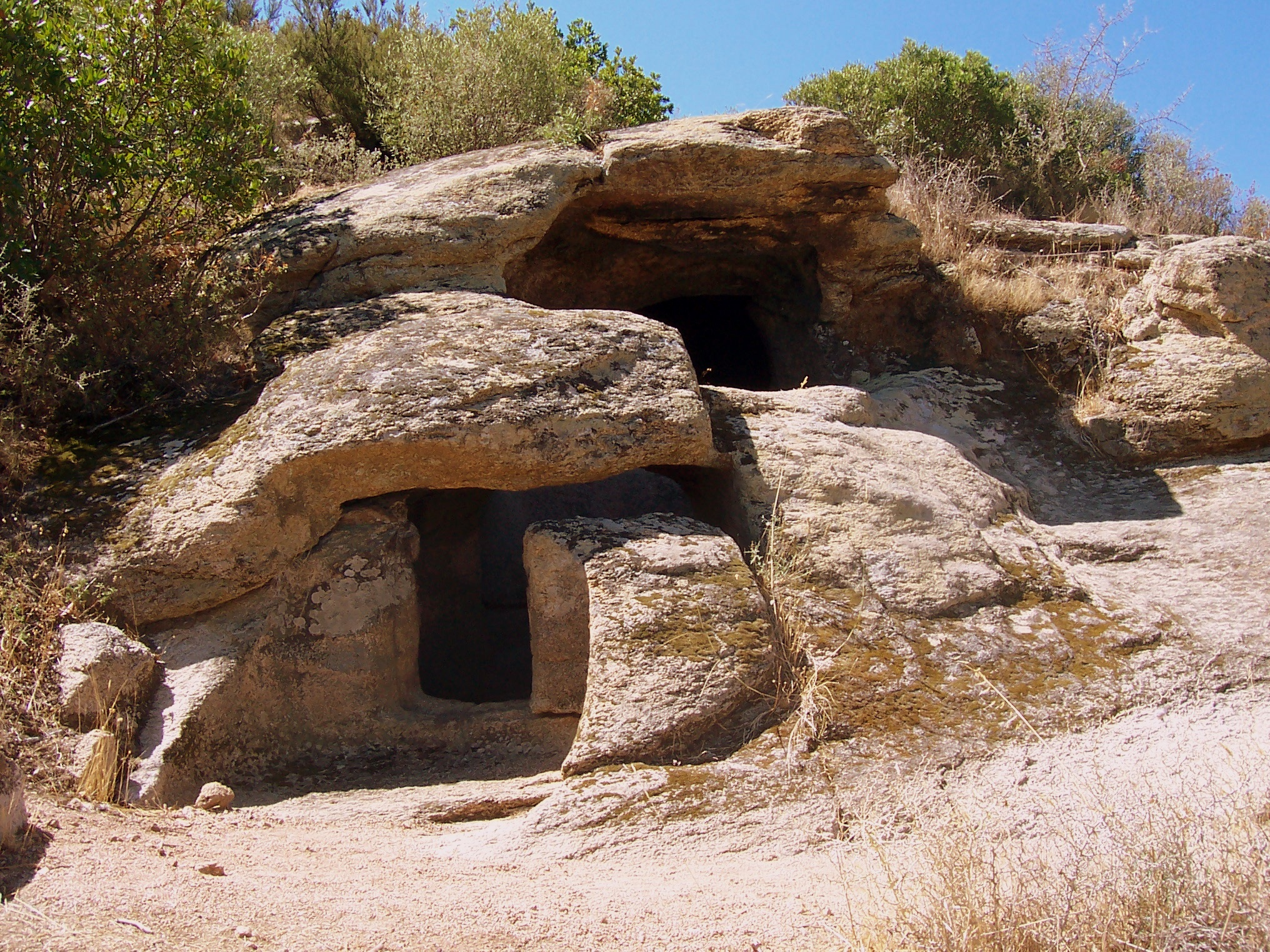
Le site archéologique sarde de Domus de Janas de Lotzorai, dans la province de l'Ogliastra

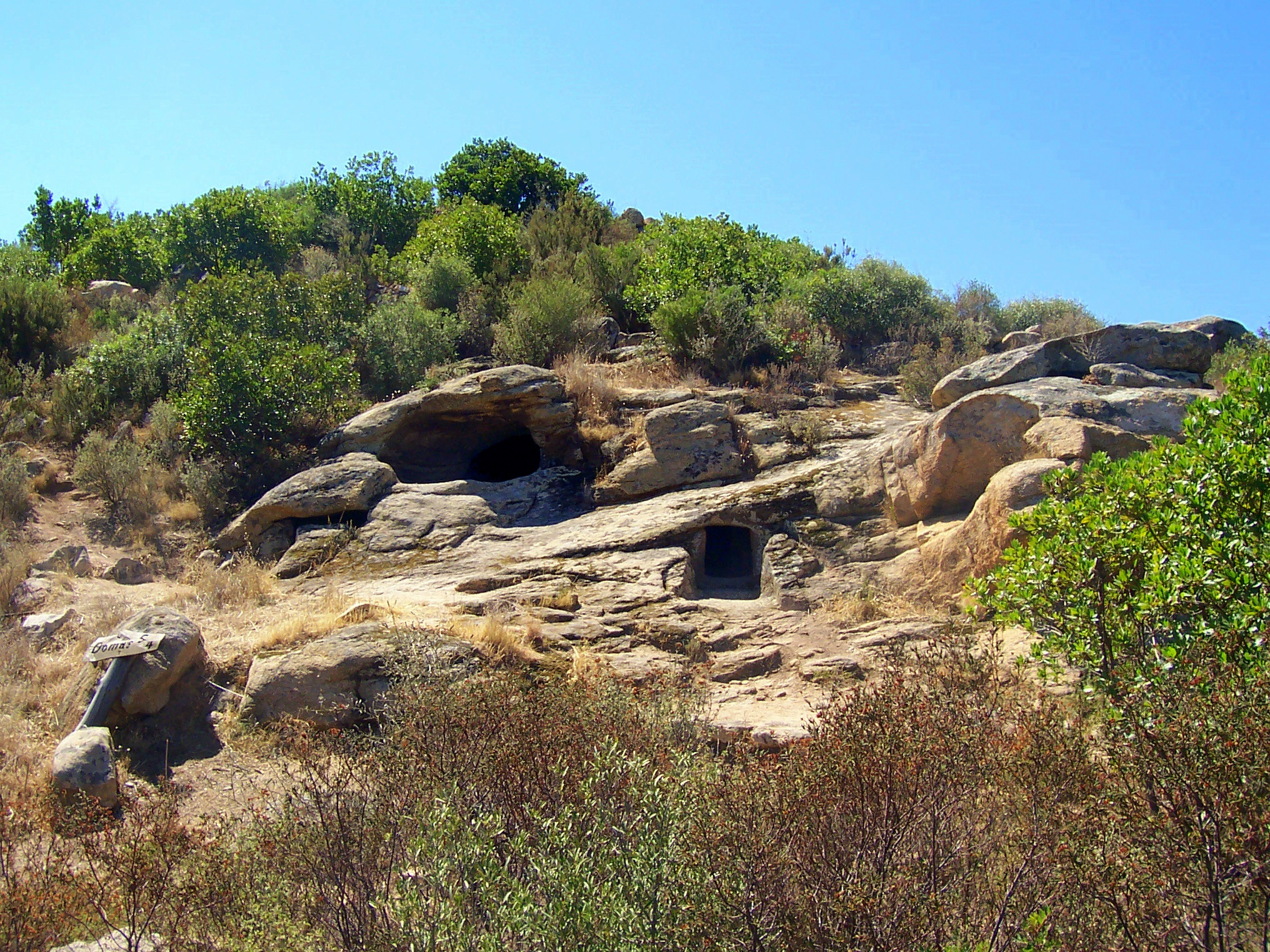
Plan large du site de Domus de Janas de Lotzorai

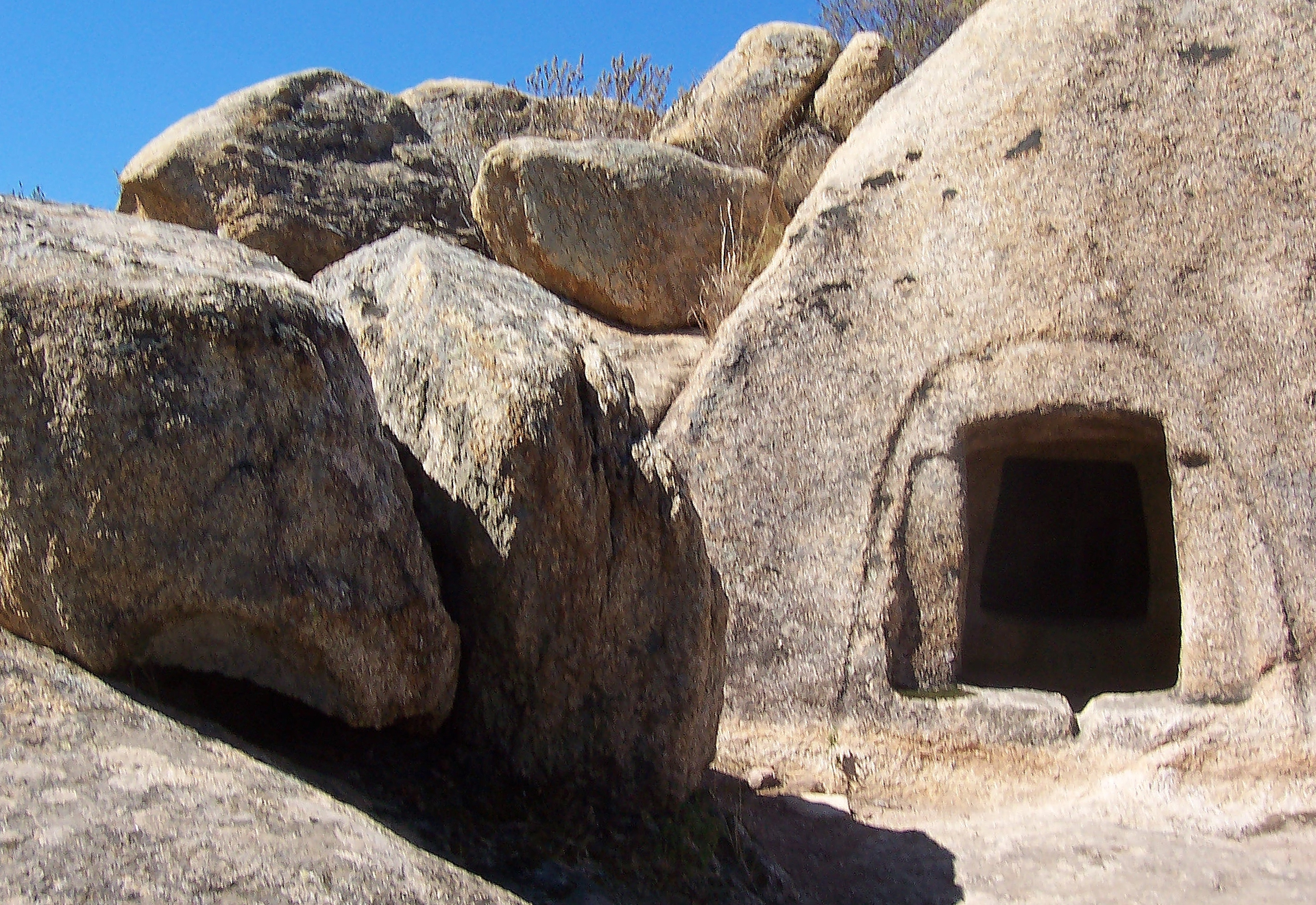
Plan rapproché du site sarte de Domus de Janas de Lotzorai

Le site archéologique des Domus de Janas de la nécropole de Lotzorai (également appelée Tracucu ou Fund'e Monti) est constitué de 13 tombes préservées, sur le flanc de la colline de Tracucu, composante du massif montagneux de Bruncu Crabiola. Le site de Lotzorai se trouve  Sardaigne, au bord la mer, dans la province d'Ogliastra.

## Description générale
Les tombes qui composent le site ont été creusées dans la roche, principalement dans une orientation longitudinale et rarement à plusieurs chambres. Elles étaient destinées à accueillir plusieurs dépouilles mortuaires. L'accès aux chambres, dont certaines sont endommagées, a lieu via un dromos (un dromos) pouvant atteindre cinq mètres de long. 
Sur la colline de Tracucu se trouve un nuraghe qui domine les environs .
Certaines des structures qui composent le site possèdent une antichambre. Dans de nombreux cas, les entrées sont ornées de cadres décoratifs sculptés. Dans un cas, le cadre est entouré d'une gravure ovale, tandis que le seuil est percé d'un trou en son centre, qui servait vraisemblablement à évacuer les fluides répandus lors des cérémonies à travers une rainure gravée.

## Provenance
Les Domus de Janas proviennent de la culture néolithique d’Ozieri (3300-2700 avant J.-C.), dont on a retrouvé des céramiques abîmées. La découverte de trois vases intacts de la culture Bonnanaro (1800-1500 avant J.-C.) dans l’une des tombes indique une réutilisation effectuée probablement au début de l’âge du bronze.